# Köflacherbahn
A Köflacherbahn egy stájerországi vasútvonal Graztól Liebochon át Köflachig a Graz-Köflacher Bahn und Busbetrieb GmbH üzemeltetésében.

## Története

### XIX. század
Miután az 1851-ben tervezett Koeflach-Graz közötti lóvasút soha nem épült meg, a volt működtethető "Voitsberg-Köflach-Lankowitzer Kőszéntársaság" 1855. augusztus 26-án császári koncessziót kapott egy „(Gőz)Mozdony-Vasút” megépítésére és üzemeltetésére Koeflach és Graz között. Ezután a bányatársaság átalakult részvénytársasággá "cs. kir. kedvezményezett Graz-Köflacher Vasút és Bányatársaság”-á, 1856 Január 16 tartották az első közgyűlést Bécsben. A Köflacherbahn építésének lendületet adott János főherceg, aki személyesen jelölte ki a nyomvonalat, aki nagy támogatója és társ-tervezője volt a Déli Vasútnak is és mint a Koeflach szénbányák és a Nyugat-Stájerországi Kremben a maga idejében modern lemezhengermű leendő tulajdonosa személyesen is érdekelt volt ebben a vasúti összeköttetésben.
Az üzem a Graz-Koeflach vasútvonalon 1859. július 22-én indult meg, először ideiglenes jelleggel az ott bányászott szén elszállítására. A rendszeres személyforgalom 1860. április 3-án követte, az áruszállítás 1860. november 1-jén. A "Wieserbahn" Liebochtól Deutschlandsberg–en át Wies-Eibiswald-ig 1873. április 9-én jött hozzá mint szárnyvonal.

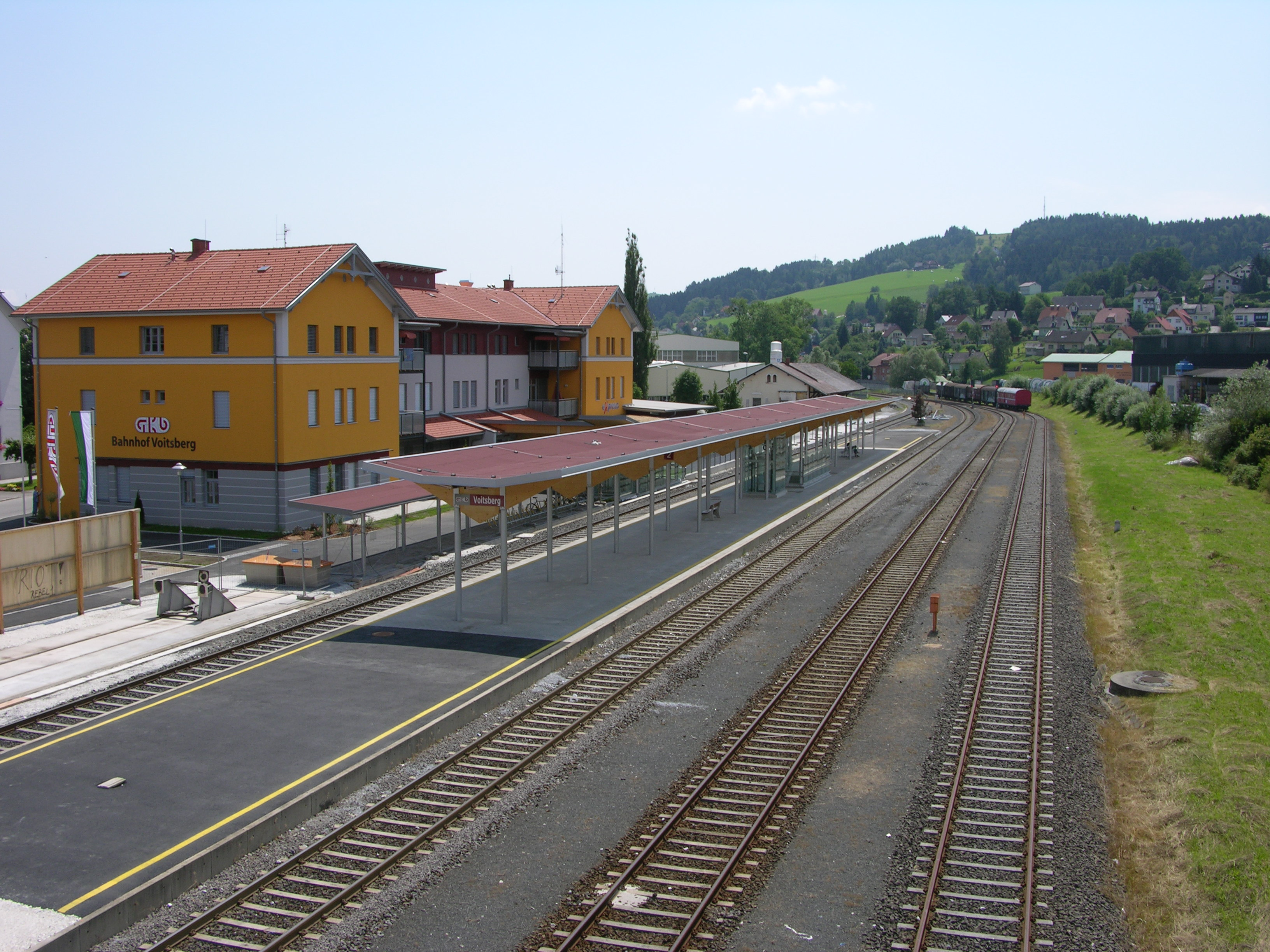
Pályaudvar Voitsberg (2006)

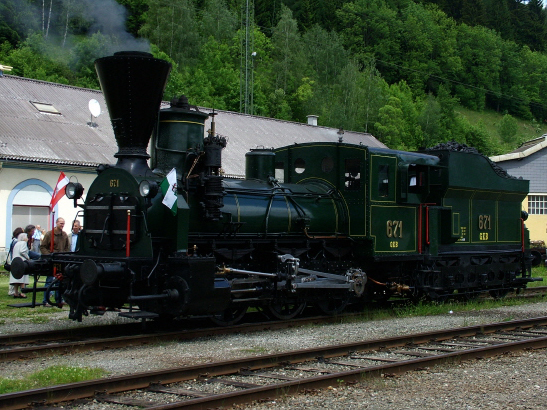
A GKB 671 – a világ legöregebb üzemképes gőzmozdonya

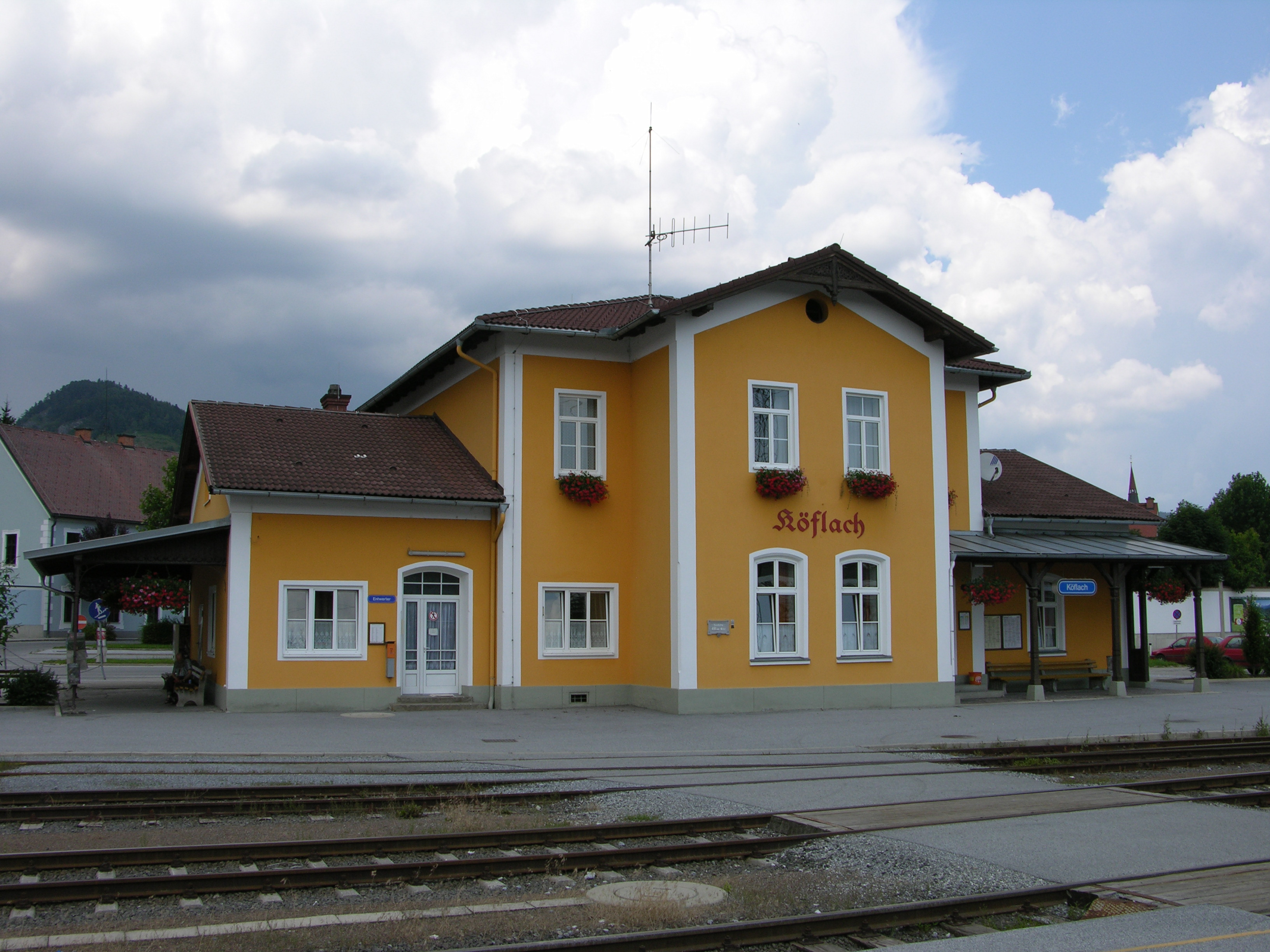
Pályaudvar Köflach (2006)

Eredeti tulajdonos a "Graz-Köflacher Vasúti és Bányászati Vállalat" volt (németül: „Graz-Köflacher Eisenbahn- und Bergbaugesellschaft“ ( majd a "GKB" ma "GKB-Bánya"), ami ezenkívül szénbányászatot folytatott. Mindkét vasútvonalnak saját vasútállomás épült a grazi főpályaudvar közvetlen közelében, amely ma mint a "Graz Köflacherbahnhof" (belső rövidítés "GKF") ismert. A GKB minden személyszállító vonata a grázi Főpályaudvarról indul és oda érkezik miközben megáll a Köflacherbahnhofon is. 1878-tól 1924-ig a GKB egyedül üzemeltette a vasutat, de akkor az osztrák Déli Vasúttársaság átvette azt,. A Graz Köflacher Vasút- és Bányatársaságé 1880 óta a Schloss Alt-Kainach.

### XX. század
1918 volt egy magánkezdeményezés, hogy építsenek egy 5,5 km-es normál nyomtávú vasutat Koeflachból, az erdészeti iparban jelentős Krenhof-ba. A meg nem épült többi szárnyvonallal ez a Koeflach Felső-Stájerországi vonal részének tekinthető.
1952-ben a szénbányászat szükségessé tette az Oberdorf és Koeflach közötti szakasz és a 244 m hosszú Rosental alagút megépítését.
A 20. század második felében a szénbányászat lassú csökkenése és a növekvő mobilitás igény szükségessé tette az irányváltást az utasforgalom felé.
Az 1980-as években a GKB vonala a vasútrajongókat és fotósokat vonzotta, mert a GKB volt az egyik utolsó vasút Ausztriában, mely a rendező és a tolatószolgálatot és részben még a fővonali szolgálatot is gőzmozdony –al látta el. Így a Stájer vasútbarátok támogatásával szoros együttműködésben a GKB-val az 1860-ban épült 671 (egykori SB 29, gőzmozdony, az egyik legrégebbi működőképes és legrégebb óta üzemelő gőzmozdony a világon), 56,3115 pályaszámmal 2007 óta nincs üzemben).

## Események
- 1910. február 24. Krottendorf egy tehervonat és több parkoló autó látványos ütközése.[6]
- 1943. július 6. Köppling megálló közelében két személyszállító vonat ütközött. A balesetben hét ember vesztette életét, 20 meg sérült, néhány súlyosan.
- 1965. augusztus 16. egy gátszakadás után elárasztotta a sár Koeflach állomás és része Koeflach várost, a GKB 671 mozdony benneragadt.
- 1979. november 11. Seiersbergnél egy motorvonat jugoszláv kirándulóbusszal ütközött. A balesetbe kilenc ember meghalt és több mint 60 megsérült.[7]

## Fordítás
- Ez a szócikk részben vagy egészben  a   Köflacherbahn) című német Wikipédia-szócikk fordításán alapul.  Az eredeti cikk szerkesztőit annak laptörténete sorolja fel. Ez a jelzés csupán a megfogalmazás eredetét és a szerzői jogokat jelzi, nem szolgál a cikkben szereplő információk forrásmegjelöléseként. - Az eredeti szócikk forrásai szintén ott találhatóak.